# British Academy Film Award des meilleurs effets visuels
Le British Academy Film Award des meilleurs effets visuels (British Academy Film Award for Best Special Visual Effects) est une récompense cinématographique britannique décernée depuis 1983 par la British Academy of Film and Television Arts (BAFTA) lors de la cérémonie annuelle des British Academy Film Awards.

## Palmarès
Note : les gagnants sont indiqués en gras. Les années indiquées sont celles au cours desquelles la cérémonie a eu lieu, soit l'année suivant leur sortie en salles (au Royaume-Uni).
Le symbole ♕ rappelle le gagnant et ♙ une nomination à l'Oscar des meilleurs effets visuels la même année.

### Années 1980
- 1983 : Poltergeist – Richard Edlund ♙
  - Blade Runner – Douglas Trumbull ; Richard Yuricich ; David Dryer ♙
  - E.T. l'extra-terrestre (E.T. the extra-terrestrial) – Dennis Muren ; Carlo Rambaldi ♕
  - Tron – Richard Taylor ; Harrison Ellenshaw
- 1984 : Star Wars, épisode VI : Le Retour du Jedi (Star Wars Episode VI: Return of the Jedi) – Richard Edlund ; Dennis Muren ; Ken Ralston ; Kit West
  - Dark Crystal (The Dark Crystal) – Roy Field ; Brian Smithies ; Ian Wingrove
  - WarGames – Michael L. Fink (de) ; Joe Digaetano ; Jack Cooperman ; Don Hansard ; Colin Cantwell ; William A. Fraker
  - Zelig – Gordon Willis ; Joel Hynek ; Stuart Robertson ; Richard Greenberg
- 1985 : Indiana Jones et le Temple maudit (Indiana Jones and the Temple of Doom) – Dennis Muren ; George Gibbs ; Michael J. McAlister ; Lorne Peterson ♕
  - La Compagnie des loups (The Company of Wolves) – Christopher Tucker ; Alan Whibley
  - SOS Fantômes (Ghostbusters) – Richard Edlund ♙
  - La Déchirure (The Killing Fields) – Fred Cramer
- 1986 : Brazil – George Gibbs ; Richard Conway
  - Retour vers le futur (Back to the Future) – Kevin Pike ; Ken Ralston
  - Legend – Nick Allder ; Peter Voysey
  - La Rose pourpre du Caire (The Purple Rose of Cairo) – R/Greenberg Associates
- 1987 : Aliens, le retour (Aliens) – Robert Skotak ; Brian Johnson ; John Richardson ; Stan Winston ♕
  - Mission (The Mission) – Peter Hutchinson
  - Dreamchild – Duncan Kenworthy (en) ; John Stephenson ; Chris Carr
  - Labyrinthe (Labyrinth) – Roy Field ; Brian Froud ; George Gibbs ; Tony Dunsterville
- 1988 : Les Sorcières d'Eastwick (The Witches of Eastwick) – Michael Lantieri (en) ; Michael Owens ; Ed Jones ; Bruce Walters
  - La Mouche (The Fly) – Chris Walas ; Jon Berg ; Louis Craig ; Hoyt Yeatman
  - Full Metal Jacket – John Evans
  - La Petite Boutique des horreurs (Little Shop of Horrors) – Bran Ferren ; Martin Gutteridge ; Lyle Conway ; Richard Conway
- 1989 : Qui veut la peau de Roger Rabbit (Who Framed Roger Rabbit) – George Gibbs ; Richard Williams ; Ken Ralston ; Ed Jones ♕
  - Beetlejuice – Peter Kuran ; Alan Munro ; Robert Short ; Ted Era
  - Le Dernier Empereur (The Last Emperor) – Giannetto De Rossi ; Fabrizio Martinelli
  - RoboCop – Rob Bottin ; Phil Tippett ; Peter Kuran ; Rocco Gioffre

### Années 1990
- 1990 : Retour vers le futur 2 (Back to the Future Part II) – Ken Ralston ; Michael Lantieri (en) ; John Bell ; Steve Gawley ♙
  - Les Aventures du baron de Münchhausen (The Adventures of Baron Munchausen) – Kent Houston ; Richard Conway ♙
  - Batman – Derek Meddings ; John Evans
  - Indiana Jones et la Dernière Croisade (Indiana Jones and the Last Crusade) – George Gibbs ; Michael J. McAlister ; John Ellis
- 1991 : Chérie, j'ai rétréci les gosses (Honey, I Shrunk the Kids) – Toute l'équipe de création des effets spéciaux
  - Dick Tracy – Toute l'équipe de création des effets spéciaux
  - Ghost – Toute l'équipe de création des effets spéciaux
  - Total Recall – Toute l'équipe de création des effets spéciaux
- 1992 : Terminator 2 : Le Jugement dernier (Terminator 2: Judgment Day) – Stan Winston ; Dennis Muren ; Gene Warren Jr. ; Robert Skotak ♕
  - Edward aux mains d'argent (Edward Scissorhands) – Stan Winston
  - Backdraft – Allen Hall ; Scott Farrar ; Clay Pinney ; Mikael Salomon ♙
  - Prospero's Books – Frans Wamelink ; Eve Ramboz ; Masao Yamaguchi
- 1993 : La mort vous va si bien (Death Becomes Her) – Michael Lantieri (en) ; Ken Ralston ; Alec Gillis ; Tom Woodruff Jr. ; Doug Chiang ; Douglas Smythe
  - Alien³ (Alien 3) – Richard Edlund ; George Gibbs ; Alec Gillis ; Tom Woodruff Jr. ♙
  - Batman, le défi (Batman Returns) – Michael L. Fink (de) ; John Bruno ; Craig Barron ; Dennis Skotak ♙
  - La Belle et la Bête (Beauty and the Beast) – Randy Fullmer
- 1994 : Jurassic Park – Dennis Muren ; Stan Winston ; Phil Tippett ; Michael Lantieri (en) ♕
  - Aladdin – Don Paul ; Steve Goldberg
  - Dracula (Bram Stoker's Dracula) – Roman Coppola ; Gary Gutierrez ; Michael Lantieri (en) ; Gene Warren Jr.
  - Le Fugitif (The Fugitive) – William Mesa ; Roy Arbogast (en)
- 1995 : Forrest Gump – Ken Ralston ; George Murphy ; Stephen Rosenbaum ; Doug Chiang ; Allen Hall ♕
  - The Mask – Scott Squires ; Steve Williams ; Tom Bertino ; Jon Farhat ♙
  - Speed – Boyd Shermis ; John Frazier ; Ron Brinkmann ; Richard E. Hollander
  - True Lies – John Bruno ; Thomas L. Fisher ; Jacques Stroweis ; Pat McClung ; Jamie Dixon ♙
- 1996 : Apollo 13 – Robert Legato ; Michael Kanfer ; Matt Sweeney ; Leslie Ekker ♙
  - Babe, le cochon devenu berger (Babe) – Scott E. Anderson ; Neal Scanlan ; John Cox ; Chris Chitty ; Charles Gibson ♕
  - GoldenEye – Chris Corbould ; Derek Meddings ; Brian Smithies
  - Waterworld – Michael J. McAlister ; Brad Kuehn ; Robert Spurlock ; Martin Bresin
- 1997 : Twister – Stefen Fangmeier ; John Frazier ; Henry LaBounta ; Habib Zargarpour ♙
  - Independence Day – Tricia Henry Ashford ; Volker Engel ; Clay Pinney ; Douglas Smith ; Joe Viskocil ♕
  - Le Professeur Foldingue (The Nutty Professor) – Jon Farhat
  - Toy Story – Eben Ostby ; William Reeves
- 1998 : Le Cinquième Élément (The Fifth Element) – Mark Stetson (en) ; Karen E. Goulekas ; Nick Allder ; Neil Corbould ; Nick Dudman
  - Men in Black – Eric Brevig ; Rick Baker ; Rob Coleman ; Peter Chesney
  - Titanic – Robert Legato ; Mark A. Lasoff ; Thomas L. Fisher ; Michael Kanfer ♕
  - Le Petit Monde des Borrowers (The Borrowers) – Peter Chiang
- 1999 : Il faut sauver le soldat Ryan (Saving Private Ryan) – Stefen Fangmeier ; Roger Guyett ; Neil Corbould
  - FourmiZ (Antz) – Philippe Gluckman ; John Bell ; Kendal Cronkhite ; Ken Bielenberg
  - Babe 2, le cochon dans la ville (Babe: Pig in the city) – Bill Westenhofer ; Neal Scanlan ; Chris Godfrey ; Grahame Andrew
  - The Truman Show – Michael J. McAlister ; Brad Kuehn ; Craig Barron ; Peter Chesney

### Années 2000
- 2000 : Matrix (The Matrix) – John Gaeta ; Steve Courtley ; Janek Sirrs ; Jon Thum ♕
  - 1 001 Pattes (A Bug's Life) – Bill Reeves ; Eben Ostby ; Rick Sayre ; Sharon Calahan
  - La Momie (The Mummy) – John Andrew Berton Jr. ; Daniel Jeannette ; Ben Snow ; Chris Corbould
  - Sleepy Hollow – La Légende du cavalier sans tête (Sleepy Hollow) – Jim Mitchell ; Kevin Yagher ; Joss Williams ; Paddy Eason
  - Star Wars, épisode I : La Menace fantôme (Star Wars Episode I: The Phantom Menace) – John Knoll ; Dennis Muren ; Scott Squires ; Rob Coleman ♙
- 2001 : En pleine tempête (The Perfect Storm) – Stefen Fangmeier ; John Frazier ; Walt Conti ; Habib Zargarpour ; Tim Alexander ♙
  - Chicken Run – Paddy Eason ; Mark Nelmes ; Dave Alex Riddett
  - Gladiator – John Nelson ; Tim Burke ; Rob Harvey ; Neil Corbould ♕
  - Vertical Limit – Kent Houston ; Tricia Henry ; Ashford Neil ; Corbould John ; Paul Docherty ; Dion Hatch
  - Tigre et Dragon (卧虎藏龙) – Rob Hodgson ; Leo Lo ; Jonathan F. Styrlund ; Bessie Cheuk ; Travis Baumann
- 2002 : Le Seigneur des anneaux : La Communauté de l'anneau (The Lord of the Rings: The Fellowship of the Ring) – Jim Rygiel ; Richard Taylor ; Alex Funke ; Randall William Cook ; Mark Stetson (en) ♕
  - Moulin Rouge (Moulin Rouge!) – Chris Godfrey ; Andy Brown ; Nathan McGuinness ; Brian Cox
  - Shrek – Ken Bielenberg
  - A.I. Intelligence artificielle (A.I. Artificial Intelligence) – Dennis Muren ; Scott Farrar ; Michael Lantieri (en) ♙
  - Harry Potter à l'école des sorciers (Harry Potter and the Philosopher's Stone) – Robert Legato ; Nick Davis ; John Richardson ; Roger Guyett ; Jim Berney
- 2003 : Le Seigneur des anneaux : Les Deux Tours (The Lord of the Rings: The Two Towers) – Jim Rygiel ; Joe Letteri ; Randall William Cook ; Alex Funke ♕
  - Gangs of New York – R. Bruce Steinheimer ; Michael Owens ; Edward Hirsh ; Jon Alexander
  - Harry Potter et la Chambre des secrets (Harry Potter and the Chamber of Secrets) – Jim Mitchell ; Nick Davis ; John Richardson ; Bill George ; Nick Dudman
  - Spider-Man – John Dykstra ; Scott Stokdyk ; John Frazier ; Anthony LaMolinara ♙
  - Minority Report – Scott Farrar ; Michael Lantieri (en) ; Nathan McGuinness ; Henry LaBounta
- 2004 : Le Seigneur des anneaux : Le Retour du roi (The Lord of the Rings: The Return of the King) – Joe Letteri ; Jim Rygiel ; Randall William Cook ; Alex Funke ♕
  - Master and Commander : De l'autre côté du monde (Master and Commander: The Far Side of the World) – Stefen Fangmeier ; Nathan McGuinness ; Robert Stromberg ; Daniel Sudick ♙
  - Pirates des Caraïbes : La Malédiction du Black Pearl (Pirates of the Caribbean: The Curse of the Black Pearl) – John Knoll ; Hal T. Hickel ; Terry D. Frazee ; Charles Gibson ♙
  - Kill Bill : Volume 1 (Kill Bill: Vol. 1) – Tommy Tom ; Kia Kwan Tam ; Wai Kit Leung ; Jaco Wong Hin Leung
  - Big Fish – Kevin Scott Mack ; Seth Maury ; Lindsay MacGowan ; Paddy Eason
- 2005 : Le Jour d'après (The Day After Tomorrow) – Karen E. Goulekas ; Neil Corbould ; Greg Strause ; Remo Balcells
  - Spider-Man 2 – John Dykstra ; Scott Stokdyk ; Anthony LaMolinara ; John Frazier ♕
  - Harry Potter et le Prisonnier d'Azkaban (Harry Potter and the Prisoner of Azkaban) – John Richardson ; Roger Guyett ; Tim Burke ; Bill George ; Karl Mooney ♙
  - Le Secret des poignards volants (十面埋伏) – Angie Lam ; Andy Brown ; Kirsty Millar ; Luke Hetherington
  - Aviator (The Aviator) – Robert Legato ; Peter G. Travers ; Matthew Gratzner ; R. Bruce Steinheimer
- 2006 : King Kong – Joe Letteri ; Christian Rivers ; Brian Van't Hul ; Richard Taylor ♕
  - Le Monde de Narnia : Le Lion, la Sorcière blanche et l'Armoire magique (The Chronicles of Narnia: The Lion, the Witch and the Wardrobe) – Dean Wright ; Bill Westenhofer ; Jim Berney ; Scott Farrar ♙
  - Batman Begins – Janek Sirrs, Dan Glass, Chris Corbould et Paul J. Franklin
  - Charlie et la Chocolaterie (Charlie and the Chocolate Factory) – Nick Davis ; Jon Thum ; Chas Jarrett ; Joss Williams
  - Harry Potter et la Coupe de feu (Harry Potter and the Goblet of Fire) – Jim Mitchell ; John Richardson ; Timothy Webber ; Tim Alexander
- 2007 : Pirates des Caraïbes : Le Secret du coffre maudit (Pirates des Caraïbes : Le Secret du coffre maudit) – John Knoll ; Hal T. Hickel ; Charles Gibson ; Allen Hall ♕
  - Superman Returns – Mark Stetson (en) ; Neil Corbould ; Richard Hoover ; Jon Thum ♙
  - Le Labyrinthe de Pan (El laberinto del fauno) – Edward Irastorza ; Everett Burrell ; David Martí ; Montse Ribé
  - Casino Royale – Steven Begg ; Chris Corbould ; John Paul Docherty ; Ditch Doy
  - Les Fils de l'homme (Children of Men) – Frazer Churchill ; Timothy Webber ; Mike Eames ; Paul Corbould
- 2008 : À la croisée des mondes : La Boussole d'or (The Golden Compass) – Michael Fink ; Bill Westenhofer ; Ben Morris ; Trevor Wood ♕
  - La Vengeance dans la peau (The Bourne Ultimatum) – Peter Chiang ; Charlie Noble ; Mattias Lindahl ; Joss Williams
  - Harry Potter et l'Ordre du phénix (Harry Potter and the Order of the Phoenix) – Tim Burke ; John Richardson ; Emma Norton ; Chris Shaw
  - Pirates des Caraïbes : Jusqu'au bout du monde (Pirates of the Caribbean: At World's End) – John Knoll ; Charles Gibson ; Hal Hickel ; John Frazier ♙
  - Spider-Man 3 || || Scott Stokdyk ; Peter Nofz ; John Frazier ; Spencer Cook
- 2009 : L'Étrange Histoire de Benjamin Button (The Curious Case of Benjamin Button) – Eric Barba ; Craig Barron ; Nathan McGuinness ; Edson Williams ♕
  - The Dark Knight : Le Chevalier noir (The Dark Knight) – Chris Corbould ; Nick Davis ; Paul Franklin ; Tim Webber ♙
  - Indiana Jones et le Royaume du crâne de cristal (Indiana Jones and the Kingdom of the Crystal Skull) – Pablo Helman
  - Iron Man – Shane Mahan ; John Nelson ; Ben Snow
  - Quantum of Solace – Chris Corbould ; Kevin Tod Haug

### Années 2010
- 2010 : Avatar – Joe Letteri ; Stephen Rosenbaum ; Richard Baneham ; Andrew R. Jones ♕
  - District 9 – Dan Kaufman ; Peter Muyzers ; Robert Habros ; Matt Aitken ♙
  - Harry Potter et le Prince de sang-mêlé (Harry Potter and the Half-Blood Prince) – John Richardson ; Tim Burke ; Tim Alexander ; Nicolas Ait'Hadi
  - Démineurs (The Hurt Locker) – Richard Stutsman
  - Star Trek – Roger Guyett ; Russell Earl ; Paul Kavanagh ; Burt Dalton ♙

- 2011 : Inception – Chris Corbould ; Paul Franklin ; Andrew Lockley ; Peter Bebb ♕
  - Alice au pays des merveilles (Alice in Wonderland) – Ken Ralston ; David Schaub ; Sean Phillips ; Carey Villegas ♙
  - Black Swan – Dan Schrecker
  - Harry Potter et les Reliques de la Mort – 1re partie (Harry Potter and the Deathly Hallows Part 1) – John Richardson ; Tim Burke ; Christian Manz ; Nicolas Ait'Hadi ♙
  - Toy Story 3 – Guido Quaroni ; Michael Fong ; David Ryu

- 2012 : Harry Potter et les Reliques de la Mort – 2e partie (Harry Potter and the Deathly Hallows – Part 2) – Tim Burke, Greg Butler, John Richardson et David Vickery
  - Les Aventures de Tintin : Le Secret de La Licorne (The Adventures of Tintin : The Secret of the Unicorn) – Jamie Beard, Joe Letteri, Keith Miller et Wayne Stables
  - Cheval de guerre (War Horse) – Neil Corbould et Ben Morris
  - Hugo Cabret (Hugo) – Ben Grossmann, Robert Legato et Joss Williams
  - La Planète des singes : Les Origines (Rise of the Planet of the Apes) – Joe Letteri, Dan Lemmon et R. Christopher White

- 2013 : L'Odyssée de Pi (Life of Pi) – Bill Westenhofer, Guillaume Rocheron et Erik-Jan De Boer
  - Avengers –
  - The Dark Knight Rises – Paul Franklin, Chris Corbould, Peter Bebb et Andrew Lockley
  - Le Hobbit : Un voyage inattendu (The Hobbit: An Unexpected Journey) – Joe Letteri, Eric Saindon, David Clayton et R. Christopher White
  - Prometheus – Richard Stammers, Charley Henley, Trevor Wood et Paul Butterworth

- 2014 : Gravity – Tim Webber, Chris Lawrence, David Shirk, Neil Corbould et Nikki Penny
  - Iron Man 3 – Bryan Grill, Christopher Townsend, Guy Williams et Dan Sudick
  - Le Hobbit : La Désolation de Smaug (The Hobbit: The Desolation of Smaug) – Joe Letteri, Eric Saindon, David Clayton et Eric Reynolds
  - Pacific Rim – Hal Hickel, John Knoll, Lindy De Quattro et Nigel Sumner
  - Star Trek Into Darkness – Ben Grossmann, Burt Dalton, Patrick Tubach et Roger Guyett

- 2015 : Interstellar – Paul J. Franklin, Scott R. Fisher et Andrew Lockley
  - Les Gardiens de la Galaxie (Guardians of the Galaxy) – Stéphane Ceretti, Paul Corbould, Jonathan Fawkner et Nicolas Aithadi
  - Le Hobbit : La Bataille des Cinq Armées (The Hobbit: The Battle of the Five Armies) – Joe Letteri, Eric Saindon, David R. Clayton et R. Christopher White
  - La Planète des singes : L'Affrontement (Dawn of the Planet of the Apes) – Joe Letteri, Dan Lemmon, Erik Winquist et Daniel Barrett
  - X-Men: Days of Future Past – Richard Stammers, Anders Langlands, Anders Langlands, Tim Crosbie et Cameron Waldbauer

- 2016 : Star Wars, épisode VII : Le Réveil de la Force (Star Wars: The Force Awakens) – Chris Corbould, Roger Guyett, Paul Kavanagh et Neal Scanlan
  - Ant-Man – Jake Morrison, Greg Steele, Dan Sudick et Alex Wuttke
  - Ex machina – Mark Ardington, Sara Bennett, Paul Norris et Andrew Whitehurst
  - Mad Max: Fury Road – Andrew Jackson, Tom Wood, Dan Oliver et Andy Williams
  - Seul sur Mars (The Martian) – Richard Stammers, Chris Lawrence, Anders Langlands et Steven Warner

- 2017 : Le Livre de la jungle (The Jungle Book) - Robert Legato, Dan Lemmon, Andrew R. Jones, and Adam Valdez
  - Premier Contact (Arrival) - Louis Morin
  - Doctor Strange : Richard Bluff, Stéphane Ceretti, Paul Corbould et Jonathan Fawkner
  - Les Animaux fantastiques (Fantastic Beasts and Where to Find Them) - Tim Burke, Pablo Grillo, Christian Manz et David Watkins
  - Rogue One: A Star Wars Story - Neil Corbould, Hal Hickel, Mohen Leo, John Knoll et Nigel Sumner

- 2018 : Blade Runner 2049 – Gerd Nefzer et John Nelson
  - Dunkerque (Dunkirk) – Scott Fisher et Andrew Jackson
  - La Forme de l'eau (The Shape of Water) – Dennis Berardi, Trey Harrell et Kevin Scott
  - Star Wars, épisode VIII : Les Derniers Jedi (Star Wars: The Last Jedi) – Daniel Barrett, Dan Lemmon, Joe Letteri et Joel Whist
  - La Planète des singes : Suprématie (War for the Planet of the Apes) – Neil Corbould, Hal Hickel, Mohen Leo, John Knoll et Nigel Sumner

- 2019 : Black Panther - Geoffrey Baumann, Jesse James Chisholm, Craig Hammack et Dan Sudick
  - Avengers: Infinity War - Dan DeLeeuw (en), Russell Earl (en), Kelly Port et Dan Sudick (en)
  - Les Animaux fantastiques : Les Crimes de Grindelwald - Tim Burke, Andy Kind, Christian Manz et David Watkins
  - First Man : Le Premier Homme sur la Lune - Ian Hunter, Paul Lambert, Tristan Myles et J.D. Schwalm
  - Ready Player One - Matthew E. Butler (en), Grady Cofer, Roger Guyett et Dave Shirk (en)

### Années 2020
- 2020 : 1917 – Greg Butler, Guillaume Rocheron et Dominic Tuohy
  - Avengers: Endgame – Dan Deleeuw et Dan Sudick
  - The Irishman – Leandro Estebecorena, Stephane Grabli et Pablo Helman
  - Le Roi lion – Andrew R. Jones, Robert Legato, Elliot Newman et Adam Valdez
  - Star Wars, épisode IX : L'Ascension de Skywalker – Roger Guyett, Paul Kavanagh, Neal Scanlan et Dominic Tuohy

- 2021 : Tenet - Scott Fisher, Andrew Jackson et Andrew Lockley
  - Minuit dans l'univers - Matt Kasmir, Chris Lawrence et David Watkins
  - Mulan - Sean Faden, Steve Ingram, Anders Langlands et Seth Maury
  - Le Seul et Unique Ivan - Santiago Colomo Martinez, Nick Davis et Greg Fisher
  - USS Greyhound : La Bataille de l'Atlantique - Pete Bebb, Nathan McGuinness et Sebastian von Overheidt

- 2022 : Dune – Brian Connor, Paul Lambert, Tristan Myles et Gerd Nefzer
  - Free Guy – Swen Gillberg, Bryan Grill, Nikos Kalaitzidis et Dan Sudick
  - Ghostbusters: Afterlife – Aharon Bourland, Sheena Duggal, Pier Lefebvre et Alessandro Ongaro
  - Matrix Resurrections – Tom Debenham, Huw J. Evans, Dan Glass et J. D. Schwalm
  - No Time to Die – Mark Bakowski, Chris Corbould, Joel Green et Charlie Noble

- 2023 : Avatar : La Voie de l'eau (Avatar: The Way of Water) – Richard Baneham, Daniel Barrett, Joe Letteri, Eric Saindon
  - À l'Ouest, rien de nouveau – Markus Frank, Kamil Jafar, Viktor Müller, Frank Petzold
  - The Batman – Russell Earl, Dan Lemmon, Anders Langlands, Dominic Tuohy
  - Everything Everywhere All at Once - Benjamin Brewer, Ethan Feldbau, Jonathan Kombrinck, Zak Stoltz
  - Top Gun : Maverick – Seth Hill, Scott R. Fisher, Bryan Litson, Ryan Tudhope

- 2024 : Pauvres Créatures – Simon Hughes
  - The Creator – Jonathan Bullock, Charmaine Chan, Ian Comley et Jay Cooper
  - Les Gardiens de la Galaxie Vol. 3 – Theo Bialek, Stéphane Ceretti, Alexis Wajsbrot (en) et Guy Williams (en)
  - Mission impossible : Dead Reckoning (Mission: Impossible – Dead Reckoning) – Simone Coco, Neil Corbould, Jeff Sutherland et Alex Wuttke
  - Napoléon – Henry Badgett, Neil Corbould (en), Charley Henley (en) et Luc-Ewen Martin-Fenouillet

- 2025 : Dune, deuxième partie – Paul Lambert, Stephen James, Rhys Salcombe et Gerd Nefzer
  - Gladiator 2 – Mark Bakowski, Neil Corbould, Nikki Penny, and Pietro Ponti
  - Better Man – Luke Millar, David Clayton, Keith Herft et Peter Stubbs
  - La Planète des singes : Le Nouveau Royaume (Kingdom of the Planet of the Apes) – Erik Winquist, Stephen Unterfranz, Paul Story et Rodney Burke
  - Wicked – Pablo Helman, Jonathan Fawkner, David Shirk et Paul Corbould